# Куитман (окръг, Мисисипи)
Окръг Куитман (на английски: Quitman County) е окръг в щата Мисисипи, Съединени американски щати. Площта му е 1052 km², а населението - 10 117 души (2000). Административен център е град Маркс.